# Alex Ferris
Pour les articles homonymes, voir Ferris.
Alex Ferris est un acteur canadien né le 23 avril 1997 à Vancouver (Canada).

## Filmographie
- 2004 : The Five People You Meet in Heaven (TV) : garçon
- 2005 : Terminal City (feuilleton TV) : Angelic Boy
- 2005 : The Bully Solution (vidéo) : Timmy
- 2005 : Mem-o-re : Ricky McHale
- 2005 : Stargate SG1 (saison 8, épisode 15 : rien à perdre) : Andy Spencer jeune
- 2006 : Camping Car (RV) : Billy Gornicke
- 2006 : X-Men : L'Affrontement final (X-Men: The Last Stand) : le fils dans le minivan
- 2006 : Supernatural : Sam plus jeune (Saison 1, épisode 18)
- 2006 : Fallen (télésuite) : Stevie
- 2009 : D'une vie à l'autre (Living Out Loud) (TV) : Ben Marshall
- 2009 : Smallville : Davis Bloom (jeune)
- 2009 : Battlestar Galactica: The Plan : John, l'enfant ami de Cavil
- 2009 : Hors du temps : Henry DeTamble (jeune)
- 2009 : Harper's Island : Henry Dunn (jeune)
- 2010 : Journal d'un dégonflé : Collin
- 2010 : Barbie et le Secret des sirènes : Poisson-rêve